# Ruse Peak
Ruse Peak är en bergstopp i Antarktis. Den ligger i Sydshetlandsöarna. Argentina, Chile och Storbritannien gör anspråk på området. Toppen på Ruse Peak är 297 meter över havet.
Terrängen runt Ruse Peak är kuperad åt nordost, men åt sydväst är den bergig. Havet är nära Ruse Peak åt sydost. Trakten är obefolkad. Det finns inga samhällen i närheten. 